# Abala (distrikt)
Abala är ett distrikt i Kongo-Brazzaville. Det ligger i departementet Plateaux, i den centrala delen av landet, 300 km norr om huvudstaden Brazzaville.